# Clemens Wischermann
Clemens Wischermann (* 6. August 1949 in Oberhausen) ist ein deutscher Historiker. Er ist emeritierter Professor für Wirtschafts- und Sozialgeschichte der Universität Konstanz.

## Leben
Nach Abitur und Wehrdienst studierte Wischermann Geschichte, Germanistik, Wirtschafts- und Sozialwissenschaften in Freiburg und Münster. Nach dem ersten Staatsexamen wurde er wissenschaftlicher Assistent am Historischen Seminar der Universität Münster (bei Hans-Jürgen Teuteberg). Dort promovierte er 1981 zum Thema Wohnen in Hamburg vor dem Ersten Weltkrieg und habilitierte sich 1989 mit einer Arbeit über das Verhältnis von Unternehmern und Staat im preußischen Westfalen am Übergang von der spätmerkantilistischen zur liberalen Wirtschaftsordnung. 1986/87 nahm er einen einjährigen Forschungsaufenthalt an der Maison des Sciences de l’Homme in Paris wahr.
Seit 1989 war er Hochschuldozent und Professor in Münster. Weitere Lehr- und Forschungsaufenthalte in den 1990er Jahren folgten in Bielefeld, Düsseldorf und München. Von 1999 bis 2017 war er Professor für Wirtschafts- und Sozialgeschichte an der Universität Konstanz, wo er 2006 den Deutschen Historikertag mitorganisierte. Von 1992 bis 2008 war er Mitglied des International Committee der European Association of Urban Historians (EAUH). Wischermann war von 1998 bis 2006 ordentliches Mitglied der Historischen Kommission für Westfalen. 2006 wurde seine Mitgliedschaft bei dieser in eine korrespondierende umgewandelt.
Seine Forschungsinteressen lagen vorwiegend in der Sozialgeschichte der Urbanisierung sowie einer institutionenökonomisch ausgerichteten Wirtschafts- und Unternehmensgeschichte des 19. und 20. Jahrhunderts. Hinzu traten als neuer Schwerpunkt Forschungen zur Geschichte der Mensch-Tier-Beziehungen in der Neuzeit unter dem Signum „Animate History“. Er war Mitbegründer des geschichtswissenschaftlichen Forums Tiere und Geschichte (seit 2011) und der interdisziplinären Forschungsinitiative Tiertheorie (FITT) seit 2012. Seine aktuellen Forschungen gelten der Geschichte der Kindheit als Gewalterfahrung.

## Schriften (Auswahl)
Als Autor:
- Wohnen in Hamburg vor dem Ersten Weltkrieg (= Studien zur Geschichte des Alltags. 2). Coppenrath, Münster 1983, ISBN 3-88547-276-7 (Zugleich: Münster (Westfalen), Westfälische Wilhelms-Universität, Dissertation, 1981).
- An der Schwelle der Industrialisierung (1800–1850). In: Wilhelm Kohl (Hrsg.): Westfälische Geschichte Band 3: Das 19. und 20. Jahrhundert. Wirtschaft und Gesellschaft (= Veröffentlichungen der Historischen Kommission für Westfalen. 43, 3). Schwann, Düsseldorf 1984, ISBN 3-590-34214-5, S. 41–162.
- mit Hans Jürgen Teuteberg: Wohnalltag in Deutschland. 1850–1914. Bilder, Daten, Dokumente (= Studien zur Geschichte des Alltags. 3). Coppenrath, Münster 1985, ISBN 3-88547-277-5.
- Preußischer Staat und westfälische Unternehmer zwischen Spätmerkantilismus und Liberalismus (= Münstersche Historische Forschungen. 2). Böhlau, Köln u. a. 1992, ISBN 3-412-02590-9 (Zugleich: Münster (Westfalen), Westfälische Wilhelms-Universität, Habilitations-Schrift, 1989).
- Mythen, Macht und Mängel: Der deutsche Wohnungsmarkt im Urbanisierungsprozeß. In: Geschichte des Wohnens. Band 3: Jürgen Reulecke (Hrsg.): 1800–1918. Das bürgerliche Zeitalter. Deutsche Verlagsanstalt, Stuttgart 1997, ISBN 3-421-03113-4, S. 333–502.
- mit Anne Nieberding: Die institutionelle Revolution. Eine Einführung in die deutsche Wirtschaftsgeschichte des 19. und frühen 20. Jahrhunderts (= Grundzüge der modernen Wirtschaftsgeschichte. 5). Steiner, Stuttgart 2004, ISBN 3-515-08477-0.
- Zwischen „Vieh“ und „Freund“. Historische Annäherungen an das Selbst eines Tieres. In: Viktoria Krason, Christoph Willmitzer (Hrsg.): Tierisch beste Freunde. Über Haustiere und ihre Menschen (= Fröhliche Wissenschaft. 125). Matthes & Seitz, Berlin 2017, ISBN 978-3-95757-481-7, S. 49–87.

Als Herausgeber:
- mit Peter Borscheid: Bilderwelt des Alltags. Werbung in der Konsumgesellschaft des 19. und 20. Jahrhunderts. Festschrift für Hans Jürgen Teuteberg (= Studien zur Geschichte des Alltags. 13). Steiner, Stuttgart 1995, ISBN 3-515-06653-5.
- Die Legitimität der Erinnerung und die Geschichtswissenschaft (= Studien zur Geschichte des Alltags. 15). Steiner, Stuttgart 1996, ISBN 3-515-06984-4.
- mit Peter Borscheid, Karl-Peter Ellerbrock: Unternehmenskommunikation im 19. und 20. Jahrhundert. Neue Wege der Unternehmensgeschichte (= Untersuchungen zur Wirtschafts-, Sozial- und Technikgeschichte. 19). Gesellschaft für Westfälische Wirtschaftsgeschichte, Dortmund 2000, ISBN 3-925227-41-5.
- mit Stefan Haas: Körper mit Geschichte. Der menschliche Körper als Ort der Selbst- und Welterfahrung (= Studien zur Geschichte des Alltags. 17). Steiner, Stuttgart 2000, ISBN 3-515-07797-9.
- mit Elliott Shore: Advertising and the European City. Historical Perspectives. Ashgate, Aldershot u. a. 2000, ISBN 1-84014-237-5.
- Herausgeber des Themenschwerpunktes: Erinnerungskultur in Westfalen. Die Weitergabe der Vergangenheit (= Westfälische Forschungen. 51). Aschendorff, Münster 2001, ISBN 3-402-09230-1.
- Vom kollektiven Gedächtnis zur Individualisierung der Erinnerung (= Studien zur Geschichte des Alltags. 18). Steiner, Stuttgart 2002, ISBN 3-515-08065-1.
- Unternehmenskommunikation deutscher Mittel- und Großunternehmen. Theorie und Praxis in historischer Perspektive (= Untersuchungen zur Wirtschafts-, Sozial- und Technikgeschichte. 23). Ardey, Münster 2003, ISBN 3-87023-195-5.
- mit Karl-Peter Ellerbrock: Die Wirtschaftsgeschichte vor der Herausforderung durch die New Institutional Economics (= Untersuchungen zur Wirtschafts-, Sozial- und Technikgeschichte. 24). Gesellschaft für Westfälische Wirtschaftsgeschichte, Dortmund 2004, ISBN 3-925227-46-6.
- Von Katzen und Menschen. Sozialgeschichte auf leisen Sohlen. UVK, Konstanz 2007, ISBN 978-3-89669-626-7.
- mit Miriam Gebhardt: Familiensozialisation seit 1933 – Verhandlungen über Kontinuität (= Studien zur Geschichte des Alltags. 25). Steiner, Stuttgart 2007, ISBN 978-3-515-8827-5.
- mit Armin Müller, Rudolf Schlögl, Jürgen Leipold: GeschichtsBilder. 46. Deutscher Historikertag vom 19. bis 22. September in Konstanz. Berichtsband. UVK, Konstanz 2007, ISBN 978-3-86764-014-5.
- mit Gert Kollmer-von Oheimb-Loup: Unternehmernachfolge in Geschichte und Gegenwart (= Stuttgarter historische Studien zur Landes- und Wirtschaftsgeschichte. 11). Thorbecke, Ostfildern 2008, ISBN 978-3-7995-5561-6.
- Herausgeber des Themenschwerpunktes: Tiere in der Stadt (= Informationen zur modernen Stadtgeschichte. 2/2009, ISSN 0340-1774). Deutsches Institut für Urbanistik, Berlin 2009 (online).
- mit Gesine Krüger, Aline Steinbrecher: Konturen einer Animate History (= Tiere und Geschichte. (1)). Steiner, Stuttgart 2014, ISBN 978-3-515-10935-2.
- mit Katja Patzel-Mattern, Martin Lutz, Thilo Jungkind: Studienbuch institutionelle Wirtschafts- und Unternehmensgeschichte (= Perspektiven der Wirtschaftsgeschichte. 6). Steiner, Stuttgart 2015, ISBN 978-3-515-11122-5.
- mit Stefan Haas: Die Wirklichkeit der Geschichte. Wissenschaftstheoretische, mediale und lebensweltliche Aspekte eines (post-)konstruktivistischen Wirklichkeitsbegriffes in den Geschichtswissenschaften. Steiner, Stuttgart 2015, ISBN 978-3-515-10962-8.
- mit Lena Kugler, Aline Steinbrecher: Literarische und historische Quellen einer Animate History (= Tiere und Geschichte. 2). Steiner, Stuttgart 2017, ISBN 978-3-515-11870-5.
- mit Aline Steinbrecher, Philip Howell: Animal History in the Modern City. Exploring Liminality. Bloomsbury Academic, London u. a. 2019, ISBN 978-1-350-15523-7.